# Сонним
Сонни́м (кор. 송림) — город в КНДР, в провинции Хванхэ-Пукто, на реке Тэдонган.

## Население
Население города превышает 100 тысяч человек.

## Промышленность
Сонним является одним из крупнейших центров чёрной металлургии КНДР (именно здесь расположен металлургический завод «Хванхэ»), также в городе развиты химическая и пищевая промышленность, производство стройматериалов.